# Erik Wallman
Erik Gösta Wallman, född 16 november 1902 i Västerlövsta församling, Västmanlands län, död 11 februari 1998 i Bromma, var en svensk konservator, kyrkomålare och målare.
Han var son till järnvägstjänstemannen Emil Wallman och Maria Larsson och från 1933 gift med Sonia Holm. Wallman studerade vid Tekniska skolan i Uppsala 1923 och för kyrkomålaren Yngve Lundström 1926–1931 samt vid Otte Skölds målarskola 1929. Wallman var huvudsakligen verksam som konservator och kyrkomålare men utövade ett fritt konstnärskap på sin fritid. Som stafflikonstnär målade han stilleben och landskapsskildringar utförda i olja.